# Miś Uszatek (film 1962)
Miś Uszatek – polski krótkometrażowy film animowany (lalkowy). Pierwszy film, w którym pojawiła się postać Misia Uszatka, znanego wcześniej z opowiadań Czesława Janczarskiego.
Film nieco różni się od popularnego serialu o tym tytule, który powstał nieco później. Tytułowy filmowy Miś wystąpił w nim bez znanych z późniejszego serialu atrybutów: legendarnej piżamki i klapniętego uszka. Nic też nie mówił.
Sama fabuła nie była skomplikowana. Tytułowy bohater opuszcza sklep z zabawkami i wyrusza w podróż, trwającą cztery pory roku. Spotyka bałwanka, stracha na wróble, wiewiórkę. Każdemu z nich w czymś pomaga. Po wyprawie udaje się spać na utkanym z pajęczej sieci hamaku.
Film nie był dobrze przyjęty przez widzów.